# Chilling Adventures of Sabrina
Chilling Adventures of Sabrina (coneguda també com a Las escalofriantes aventuras de Sabrina) és una nova versió de Sabrina, cosas de brujas i de la sèrie de còmics que rep el mateix nom que aquesta renovada producció de Warner Bros, la qual ha col·laborat juntament amb Berlanti Productions i Archie Comics. Aquesta ha estat guionitzada per Roberto Aguirre-Sacasa per al servei de streaming Netflix. La sèrie és de temàtica de terror, drama i intriga amb elements relacionats amb el món de la màgia. Aquesta consta de 4 parts/temporades.

## Sinopsi
La trama està ambientada a Greendale, Wisconsin, i narra la història d'una jove anomenada Sabrina Spellman que és mig bruixa mig mortal, i el dia del seu aniversari ha de triar entre la vida que havia portat fins ara o fer com la seva família i començar el seu camí en el món de la bruixeria. Com que no va poder escollir, decideix complementar aquests dos mons, mentre lluita contra el mal que desafia la seva família, amics i fins i tot la humanitat.

## Personatges
Aquests són els personatges principals de la sèrie:
- Sabrina Spellman

Sabrina (interpretada per Kiernan Shipka) és la protagonista de la sèrie. És una jove d'uns divuit anys nascuda a Greendale que té doble naturalesa; és mig bruixa mig mortal. Els seus pares, morts per un accident d'avió, són Edward i Diana Spellman, tot i que més endavant s'acaba confirmant que realment el pare de Sabrina és el Senyor Fosc. Ha crescut i viscut amb les seves tietes, Zelda i Hilda Spellman, i amb el seu cosí Ambrose Spellman. És estudiant de l'institut local, Baxter High i també estudia bruixeria a l'Acadèmia de les Arts Ocultes, la qual es troba en una estació de tren abandonada anomenada Gehenna.
- Hilda Spellman

Hilda Spellman, personatge interpretat per Lucy Davis, és la tieta paterna de la protagonista. És una bruixa nascuda a Greendale la qual juntament amb la seva germana, van ser les encarregades d'educar i cuidar de la seva neboda Sabrina. Les seves ocupacions són treballar en un bar del poble, ser copropietària de la Funerària Spellman i llevadora.
- Ambrose Spellman

Ambrose (interpretat per Chance Perdomo), és un bruixot resident de Greendale. És el cosí de Sabrina i juntament amb ella, estudia a l’Acadèmia de les Arts Ocultes. A més a més també treballa com a funerari a Funerària Spellman. Aquest va estar sota arrest domiciliari a casa seva condemnat pel Consell de Bruixes durant setanta-cinc anys, fins que va ser alliberat per Faustus Blackwood, el Summe Sacerdot d'una església anomenada Església de la Nit la qual era un lloc de reunió de bruixes i bruixots que havia estat creat per Edward Spellman.
- Zelda Spellman

Zelda és un dels personatges principals de la sèrie interpretat per Miranda Otto. Ella és l'altra tieta paterna de Sabrina, la qual també va néixer a Greendale. Té diverses ocupacions, entre elles ser directora del grup de cant satànic, llevadora, mestra de llengües antigues i escriptures sagrades, suma sacerdotessa i directora de l'acadèmia de bruixeria Acadèmia de les Arts Ocultes.
- Harvey Kinkle

Harvey Kinkle és un dels personatges principals de la sèrie, que és interpretat per Ross Lynch. Kinkle és l'exparella de Sabrina i a diferència d'ella, ell és un noi mortal, és a dir, no és bruixot. És estudiant de Baxter High i juntament amb la seva colla van ajudar a la protagonista en algunes de les seves aventures. Convivia amb el seu germà gran Tommy i el seu pare, però Tommy va morir per un accident a les Mines de Greendale les quals pertanyen a la família de Harvey.
- Rosalind Walker

Rosalind Walker (interpretada per Jaz Sinclair) o també coneguda com a Roz és la millor amiga de Sabrina. Estudia a Baxter High i durant la sèrie descobreix que és vident a través d'unes visions que comença tenint que acaben esdevinguin veritat.
- Prudence Blackwood

Prudence Blackwood (interpretada per l'actriu Tati Gabrielle) és una bruixa resident de Greendale. És la filla il·legítima d’un sacerdot de l'Església de la Nit, Faustus Blackwood i va créixer juntament amb les dos orfes que considerava com les seves germanes, Agatha i Dorcas. I juntament amb altres bruixes i bruixots, estudia a l’Acadèmia de les Arts Ocultes.
- Theo Putnam

Theo Putnam és un personatge que ha estat interpretat per Lachlan Watson. Theo va néixer sota el nom de Susie Putnam, i durant la sèrie es va descobrint i finalment s'acaba identificant com un noi transgènere. El seu grup d’amics està format pel Harvey, la Roz i la Sabrina, i juntament amb ells, estudia a Baxter High.
- Nicholas Scratch

Nicholas Scratch, o també conegut com a Nick, és un personatge que és interpretat per Gavin Leatherwood. Scratch és la parella de Sabrina i juntament amb ella i altres personatges estudia a l’Acadèmia de les Arts Ocultes. Ell va créixer braç a braç amb un home llop anomenat Amàlia, ja que la seva família va morir.

## Equip
L'equip creatiu de la sèrie està format per: 
Roberto Aguirre-Sacasa, el productor i guionista. La resta de col·laboradors són Greg Berlanti, Sarah Schechter i finalment Jon Goldwater i Lee Toland com els màxims executius de l'empresa d'Archie Comics.

## Premis i nominacions
Les nominacions i premis guanyats més rellevants per aquesta sèrie: 
- (2018) IGN Summer Movie Awards

Serie nominada al premi IGN Award per millor adaptació de còmic de televisió.
- (2019) Directors Guild of Canada[4]

Lisa Soper guanyadora del premi DGC Craft Award per millor disseny de producció en la categoria sèries de comèdia o familiars.
Rachel Talalay guanyadora del premi DGC Craft Award per millor gestió directiva en una sèrie familiar.
- (2019) Fangoria Chainsaw Awards

Serie nominada al premi Chainsaw Award per millor sèrie de televisió.
- (2019) GALECA: The Society of LGBTQ Entertainment Critics

Nominació al Dorian Award a millor campy show televisiu.
- (2019) Academy of Science Fiction, Fantasy and Horror Films, USA

Nominació a l’actriu Kiernan Shipka al Saturn Award a la millor actriu en presentació de streaming.
Nominació al Saturn Award a la millor sèrie de Terror i Thriller en streaming.
- (2019) Gold Trailer Awards

La sèrie guanya dos premis: Golden Trailer i la Golden Trailer Award a millor seqüència de crèdits i títol en una sèrie de streaming.
- (2019) Kids' Choice Award, USA[5]

Sèrie nominada al premi Blimp Award a sèrie de drama preferida de televisió.
- (2019) Leo Awards[6]

Nominació a Stephen Maier al premi Leo a millor cinematografia en una sèrie dramàtica.
Nominació a Brendan Uegama al premi Leo a millor cinematografia en una sèrie dramàtica.
Nominació a l'equip de maquillatge al premi Leo a millor maquillatge en una sèrie de drama.
Nominació a Jason Beaudoin al premi Leo per millor actuació com a convidat per un home en una sèrie dramàtica
- (2019) MTV Movie + TV Awards[7]

Nominació a Kiernan Shipka al premi MTV Movie + TV Award a millor actuació en un show.
- (2019) People’s Choice Awards, USA

Sèrie nominada al People’s Choice Award a show preferit de ciència-ficció/fantasía.
- (2019) Teen Choice Awards[8]

Nominació a Ross Lynch al premi Teen Choice Award a Choice TV actor en temàtica de fantasía/ciència-ficció.
Nominació a Kiernan Shipka al premi Teen Choice Award a Choice TV actress en temàtica de fantasía/ciència-ficció.
Sèrie nominada al premi Teen Choice Award a Choice TV Show en temàtica de fantasía/ciència-ficció.
- (2019) Young Entertainer Awards

Nominació a Peter Bundic i Netflix al premi Young Entertainer Award al millor actor jove recurrent en sèries de televisió.
- (2020) Directors Guild of Canada[9]

Lisa Soper guanyadora del premi DGC Craft Award per millor disseny de producció en sèries de comèdia i familiars.
- (2020) Newport Beach Film Festival

Nominació a Chance Perdomo al premi Festival Honors Award a “Brit to Watch”.
- (2020) The CAFTCAD awards

Equip de vestuari nominat al premi CAFTCAD per excel·lència en arts tèxtils.
- (2020) Young Entertainer Awards

Nominació a Peter Bundic i Netflix al premi Young Entertainer Award al millor actor jove recurrent en sèries de televisió.
- (2021) Directors Guild of Canada[10]

Doble nominació a Lisa Soper als dos premis DGC Craft Award i Outstanding Directorial Achievement per millor disseny de producció en sèries de comèdia i familiars.
- (2021) Leo Awards

Nominació a Craig Powell al premi Leo a millor cinematografia en una sèrie dramàtica.
Nominació a Stephen Maier al premi Leo a millor cinematografia en una sèrie dramàtica.
Nominació a l'equip de maquillatge al premi Leo a millor maquillatge en una sèrie de drama.
- (2021) Online Film & Television Association

Sèrie nominada al premi OFTA Television Award a millor disseny de vestuari en sèries de ciència-ficció/fantasía.
- (2021) ReFrame

Sèrie guanyadora del premi ReFrame Stamp pel IMDbPro Top 200 títols de televisió més populars 2020-2021.
- (2021) The CAFTCAD awards

Equip de vestuari guanyador del premi CAFTCAD per excel·lència en arts tèxtils.